# Король Джон (п'єса)
«Король Джон» — історична хроніка англійського письменника Вільяма Шекспіра про історію Англії часів царювання Джона Безземельного.

## Дійові особи
- Король Іоанн.
- Принц Генріх, син короля.
- Артур, герцог Бретонський, племінник короля.
- Граф Пембрук.
- Граф Ессекс.
- Граф Солсбері.
- Роберт Бігот, граф Норфолк.
- Г'юберт де Бург.
- Роберт Фоконбрідж, син сера Роберта Фоконбріджа.
- Філіп Фоконбрідж (Бастард), його брат.
- Джемс Герні, слуга леді Фоконбрідж.
- Пітер з Помфрета, удаваний пророк.
- Філіп, король французький.
- Людовік, дофін.
- Лімож, ерцгерцог Австрійський.
- Кардинал Пандольф, папський легат.
- Мелен, французький вельможа.
- Шатільйон, французький посол до короля Іоанна.
- Королева Елеонора, мати короля Іоанна.
- Констанція, мати Артура.
- Бланка Іспанська, племінниця короля Іоанна.
- Леді Фоконбрідж.
- Лорди, леді, містяни Анже, шериф, герольди, офіцери, солдати, вісники, слуги.

## Постановки
- Перша датована постановка п'єси відбулась у «Ковент-Гарден» 1737 року.
- 1931 — «Олд Вік». Ральф Річардсон — Бастард.
- 1941 — В ролі Короля — Ернест Мільтон (Ernest Milton), Констанції — Сибіл Торндайк.
- 1953 — Бастард — Річард Бертон.
- 1945 — Бірмінгем. Режисер Пітер Брук. Пол Скофілд — Бастард.
- 1948 — Стратфорд-на-Ейвоні. Роберт Хелпман (Robert Helpmann) в ролі короля.
- 1957 — Стратфорд-на-Ейвоні. Роберт Гарріс (Robert Harris) — Король Іоанн, Алек Клаймс (Alec Climes) — Бастард.
- 1974 — Стратфорд-на-Ейвоні. Режисер Джон Бартон. Редактована версія.
- 1988 — Стратфорд-на-Ейвоні. Режисер Дебора Ворнер.

## Переклади українською
- Вільям Шекспір. Король Джон. Перекл. з англ: Дмитро Паламарчук // Вільям Шекспір. Зібрання творів у 6-ти томах: Том 3. Київ: Дніпро, 1985. 574 стор.: С. 5-81

Існує також неопублікований українськомовний переклад шекспірівської п'єси Король Джон зроблений  Олександром Грязновим.